# 乌韦达
乌韦达（西班牙語發音：[ˈuβeða]）是西班牙安达卢西亚自治区哈恩省的一个市镇。总面积约404平方公里，2017年总人口34733人。
乌韦达和拜萨城文艺复兴时期的建筑群于2003年7月3日被联合国教科文组织宣布为世界文化遗产。

## 图集

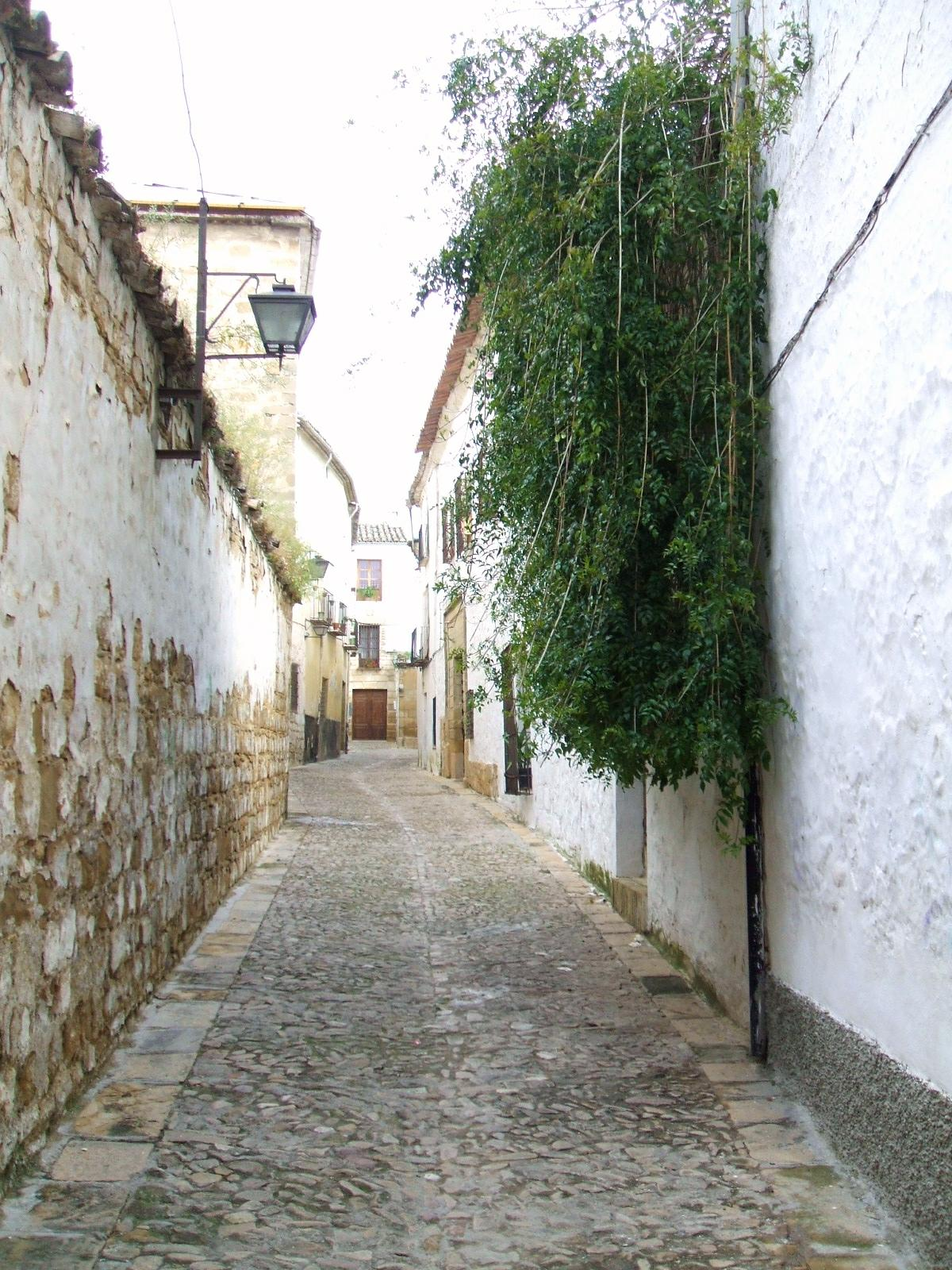
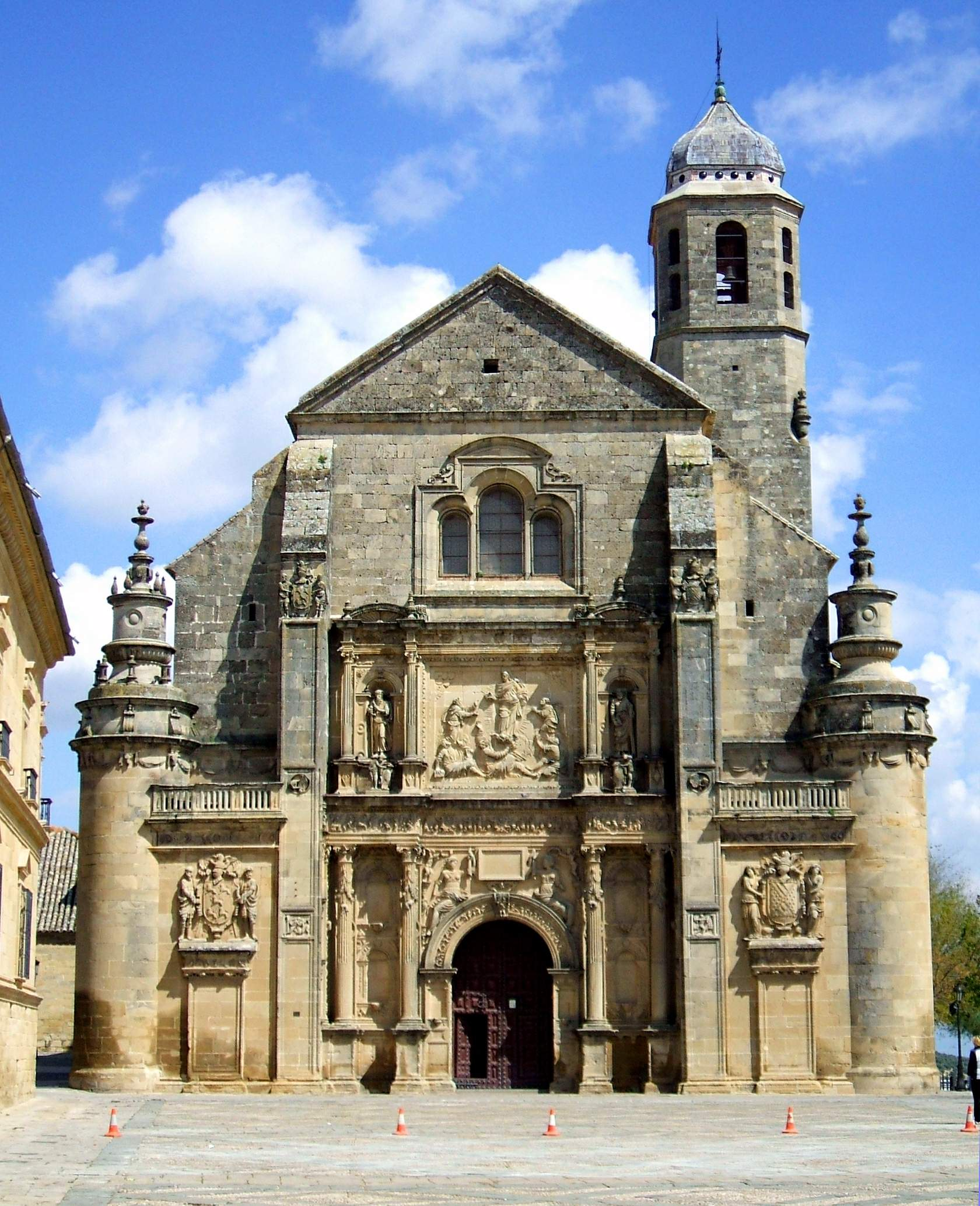
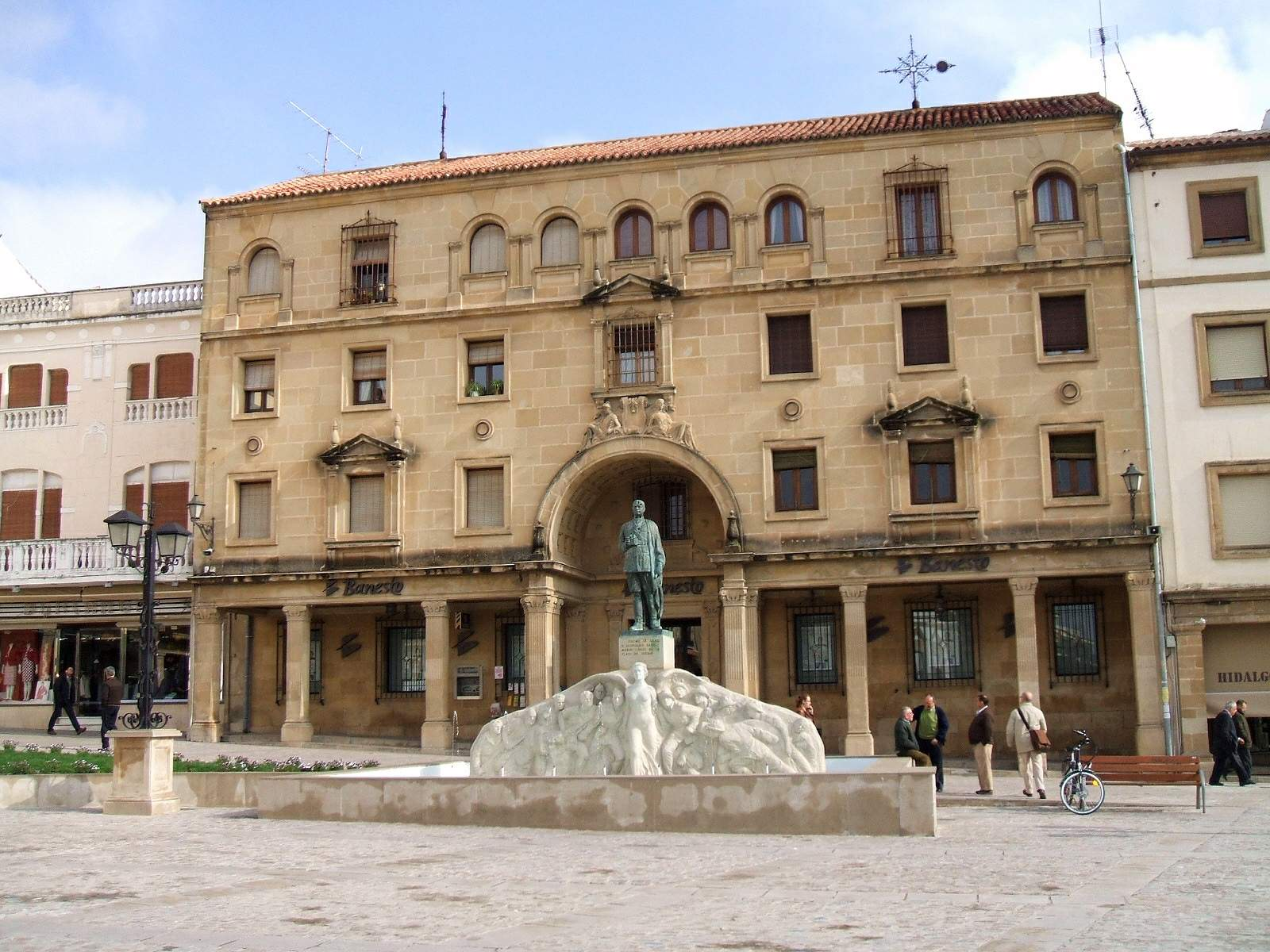
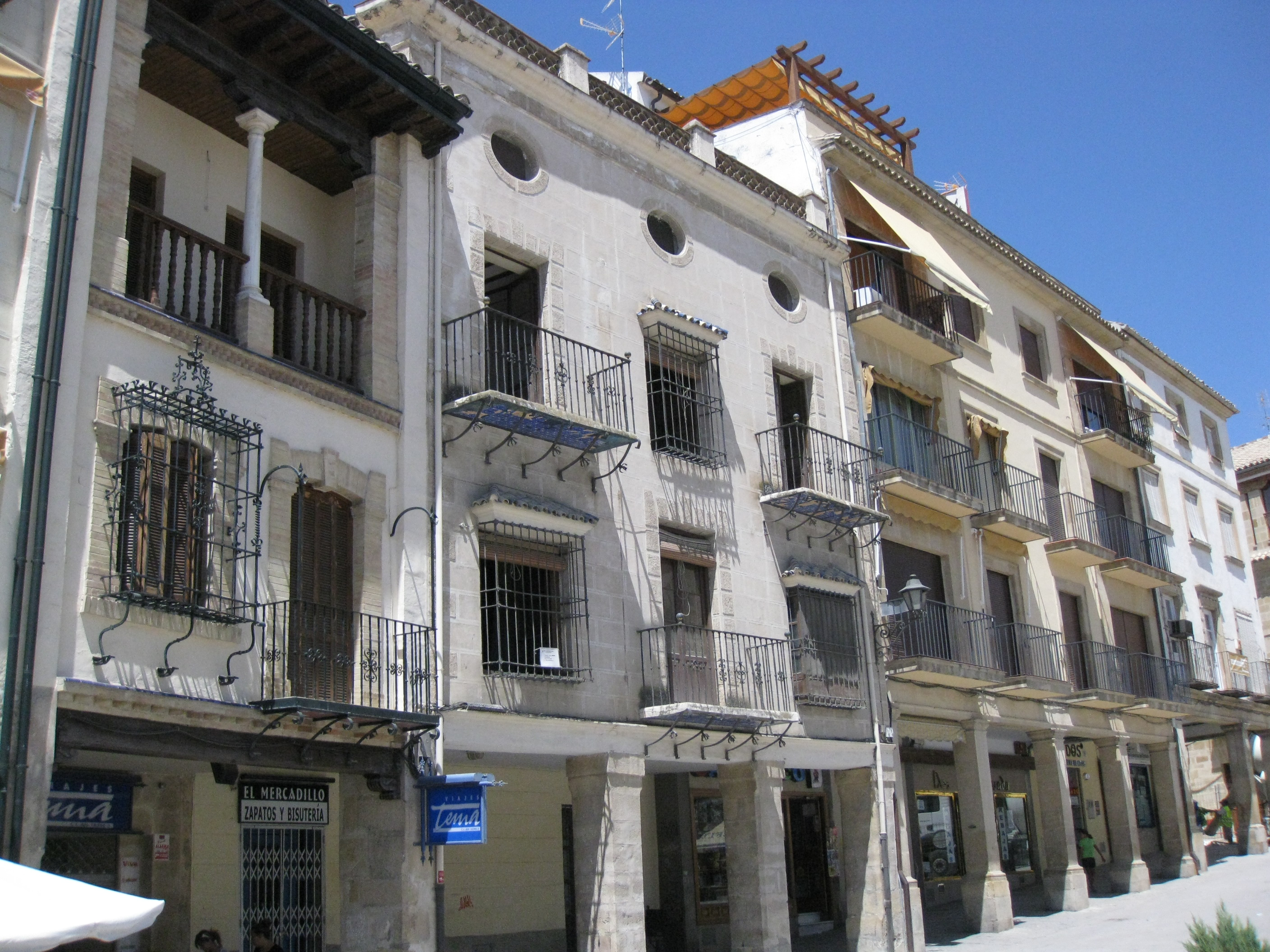
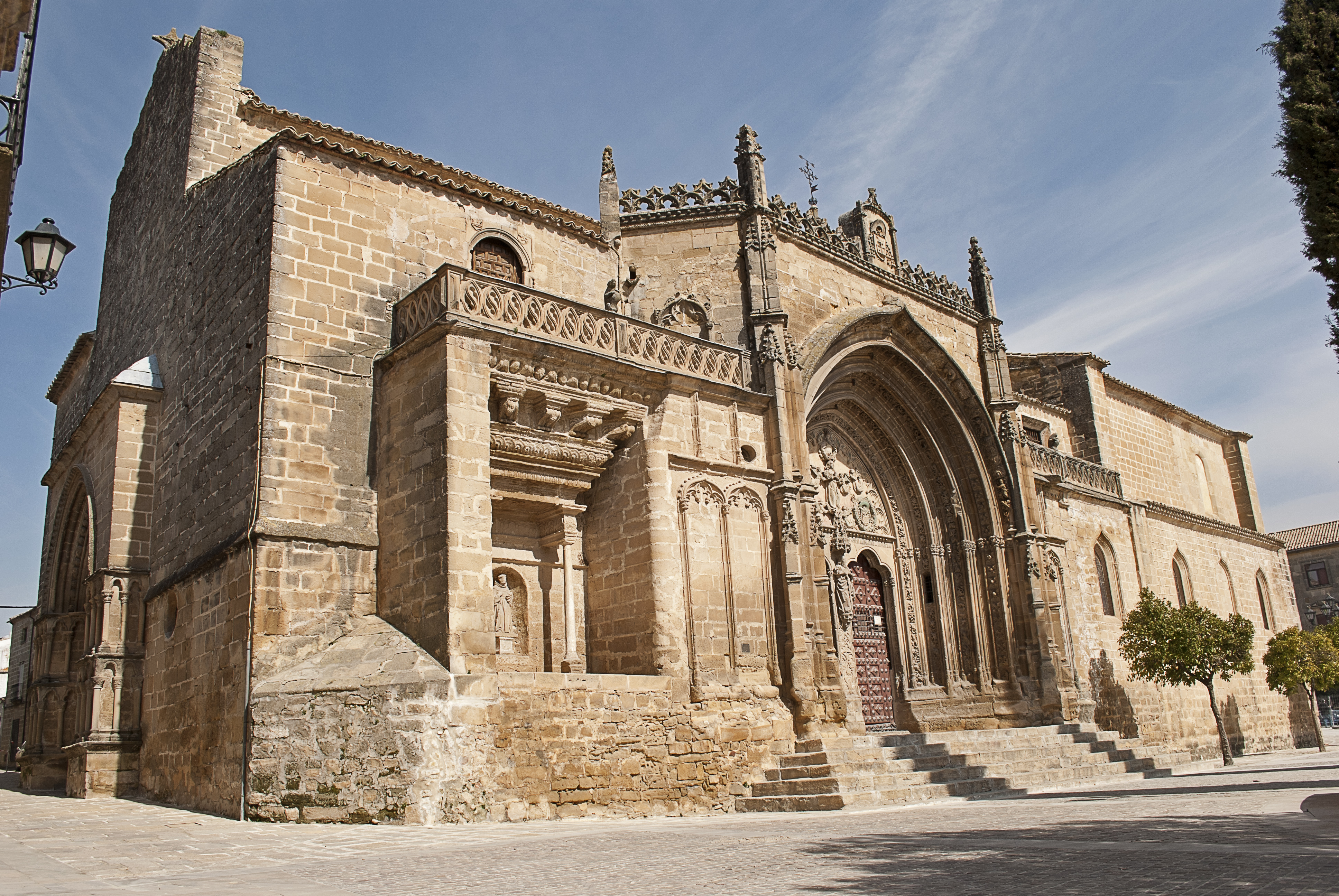

## 位置
| 西北: 鲁斯, 利纳雷斯, 阿尔基略斯 和 比尔切斯 | 北: 纳瓦斯德圣胡安                   | 东北: 比利亚卡里略                       |
| 西: 拜萨                                     |                                      | 东: 托雷佩罗希尔, 萨维奥特 和 桑托托梅   |
| 西南: 希梅纳                                 | 南: 卡夫拉德尔桑托克里斯托 和 霍达尔 | 东南: 佩亚尔德韦塞罗, 克萨达 和 卡索尔拉 |

## 人口
| 乌韦达                 |
|                        |
| 来源：西班牙国家统计局 |